# Hans-Joachim Fischer (Erziehungswissenschaftler)
Hans-Joachim Fischer (* 4. Juni 1949 in Siegen) ist ein deutscher Erziehungswissenschaftler und Professor für Grundschulpädagogik an der Pädagogischen Hochschule Ludwigsburg.

## Leben
Hans-Joachim Fischer absolvierte an der Pädagogischen Hochschule Westfalen-Lippe ein Studium für das Lehramt an Grund- und Hauptschulen und war mehrere Jahre als Grundschullehrer tätig. Im Jahr 1980 wurde er an der Universität Siegen mit einer Arbeit über die Bedeutung der Rationalitätsparadigmen von kritischer und von kritisch-rationaler Pädagogik für die pädagogische Zielreflexion zum Dr. phil. promoviert.
Es folgten Stationen als wissenschaftlicher Mitarbeiter im Fach Allgemeine Pädagogik an der Universität Siegen und als Studienrat  am Lehrstuhl für Pädagogik und Didaktik der Grundschule an der Universität Würzburg. Seit 1997 forscht und lehrt Fischer als Professor für Erziehungswissenschaft und Grundschulpädagogik an der Pädagogischen Hochschule Ludwigsburg. Im Jahr 2006 wurde Fischer zum Titularprofessor an der Gesamthochschule Kecskemét (Ungarn) ernannt.

## Wirken
Von 2000 bis 2011 war Fischer Vorsitzender der Landesgruppe Baden-Württemberg des Grundschulverbands e.V. Darüber hinaus war er Gründungsmitglied des Rundes Tischs Grundschule Baden-Württemberg. Von 2008 bis 2011 hat er zusammen mit Martina Knörzer das multilaterale Comenius-Projekt „Natur und Technik in frühen Bildungsprozessen“ koordiniert. In den Jahren 2011 bis 2015 war Fischer erster Vorsitzender der Gesellschaft für Didaktik des Sachunterrichts (GDSU).
Im Bereich der Grundschulpädagogik und -didaktik hat Fischer mehrere Fachzeitschriften mit herausgegeben. Übersetzungen seiner Schriften finden sich in bulgarischer, englischer, rumänischer, slowakischer und ungarischer Sprache.

## Schriften
- Kritische Pädagogik und Kritisch-rationale Pädagogik. Frankfurt am Main 1981, ISBN 3-8204-6859-5.
- mit W. Lippitz und B. Fichtner (Hrsg.): Pädagogik zwischen Geistes- und Sozialwissenschaft – Standpunkte und Entwicklungen. Königstein/Ts. 1985, ISBN 3-445-02345-X.
- Aspekte des metatheoretischen Denkens in der Pädagogik. Weinheim/Basel 1986, ISBN 3-407-58289-7.
- mit W. Lippke und D. Schwerdt (Hrsg.): Ethos und Kulturauftrag des Lehrers. Frankfurt am Main u. a. 1994, ISBN 3-631-47075-4.
- Grundschule – Vermittlungsschule zwischen Kind und Welt. Bad Heilbrunn 2002, ISBN 3-7815-1239-8.
- mit I. Esslinger-Hinz (Hrsg.): Spannungsfelder der Erziehung und Bildung. Ein Studienbuch zu grundlegenden Themen-feldern der Pädagogik. Baltmannsweiler 2008, ISBN 978-3-8340-0375-1.
- mit S. Antal u. a. (Hrsg.): Natur und Technik in frühen Bildungsprozessen. NATUR-BILD. Die Naturphänomene Luft und Wasser. Handbuch Teil 1: Pädagogische Förderung. Baltmannsweiler 2010, ISBN 978-3-8340-0665-3.
- mit H. Giest und M. Peschel (Hrsg.): Lernsituationen und Aufgabenkultur im Sachunterricht. (= Probleme und Perspektiven des Sachunterrichts. Band 24). Bad Heilbrunn 2014, ISBN 978-3-7815-1994-7.